# Bleke stippelkorst
Bleke stippelkorst (Verrucaria ochrostoma) is een korstmos uit de familie Verrucariaceae. Het leeft in symbiose met een groene alg.

## Determinatie
Bleke stippelkorst is een korstvormig korstmos met een continue maar in bobbelige areolen gebarsten thallus. Het thallus heeft een lichtgrijs tot grijsbruine kleur oppervlak. De ascosporen zijn nauw cilindrisch-ellipsvormig en meten 16–26 × 10–13 µm. Peritheciën zijn altijd aanwezig en geheel in het thallus verzonken.

## Ecologie
Bleke stippelkorst groeit epilitisch op basische steen. De soort komt vooral voor op kalkhoudende muren.

## Verspreiding
In Nederland is bleke stippelkorst algemeen. Hij is niet bedreigd en staat niet op de Nederlandse Rode Lijst. 